# منتخب إندونيسيا لكرة الطائرة للسيدات
منتخب إندونيسيا لكرة الطائرة للسيدات هو ممثل إندونيسيا الرسمي في المنافسات الدولية في كرة طائرة للسيدات
.